# Massif de l'Arbizon
Le massif de l'Arbizon est un massif de montagnes de la chaîne des Pyrénées dans le département des Hautes-Pyrénées en région Occitanie, en France. Il mesure 20 km de long pour 11 km de large, et culmine à l'Arbizon à 2 831 mètres.
Géologiquement parlant, à cause de la nature plutonique de ses roches et de sa position centrale dans la chaîne, le massif de l'Arbizon fait partie de la zone axiale des Pyrénées.

## Géographie
Le massif est cerné à l'ouest par le massif du Néouvielle et à l'est par la vallée d'Aure.
| Massif du Pic-du-Midi-de-Bigorre | Massif du Lhéris et Baronnies | Massif de la Barousse                 |
| Massif du Néouvielle             | Massif de l'Arbizon           |                                       |
|                                  |                               | Massif de Batchimale Massif de Suelza |

### Principaux sommets

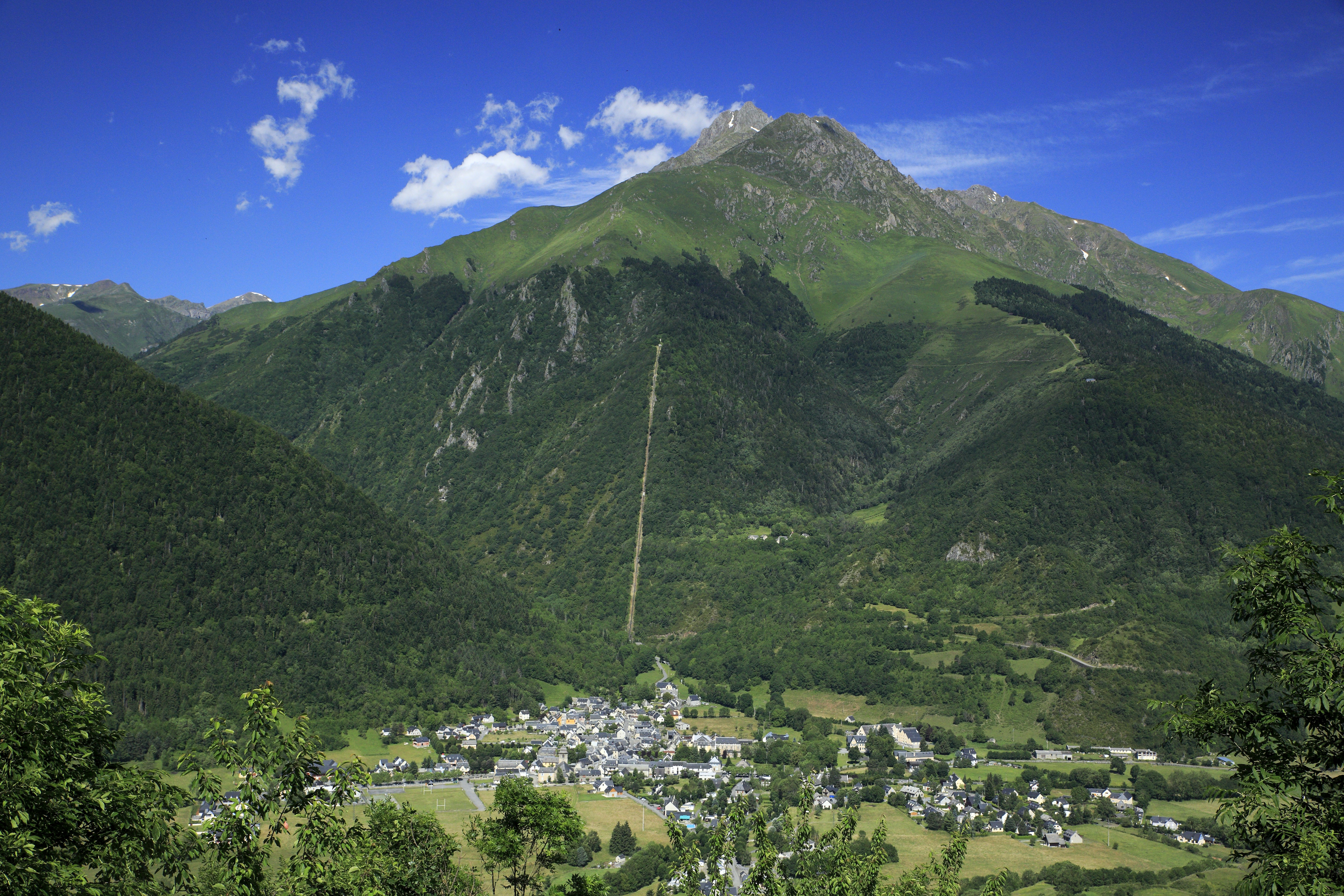
Petit Arbizon et Arbizon depuis Gouaux.

| Sommet                     | Altitude (mètres) | Coordonnées                 |
| -------------------------- | ----------------- | --------------------------- |
| Arbizon                    | 2 831             | 42° 52′ 32″ N, 0° 16′ 21″ E |
| Petit Arbizon              | 2 742             | 42° 52′ 27″ N, 0° 16′ 49″ E |
| Pic d'Aulon                | 2 738             | 42° 52′ 28″ N, 0° 14′ 40″ E |
| Pic de Bastan d'Aulon      | 2 721             | 42° 51′ 44″ N, 0° 13′ 04″ E |
| Pic de Bastan              | 2 715             | 42° 51′ 58″ N, 0° 12′ 02″ E |
| Pic de Monfaucon           | 2 712             | 42° 52′ 48″ N, 0° 15′ 29″ E |
| Pic Prada ou pic d'Arroque | 2 712             | 42° 52′ 10″ N, 0° 12′ 52″ E |

### Géologie
Les roches actuelles sont composées de strates géologiques issues de roches plutoniques de type granodiorite formées au cours du Carbonifère.
Au Paléogène, entre 66,0 à 23,03 Ma, la remontée vers le nord de la plaque africaine entraîne avec elle la plaque ibérique. Celle-ci, coincée entre la plaque africaine au sud et la plaque européenne au nord, va entrer en collision avec elles, formant la cordillère Bétique au sud et la chaîne des Pyrénées au nord. Au niveau de la zone du massif de l'Arbizon, les roches sont alors progressivement comprimées et remontées en altitude entre −53 et −33 Ma durant l'Éocène, puis l'érosion enlève partiellement les roches sédimentaires pour laisser à nu les roches plutoniques actuelles plus dures.
Les roches plutoniques sont communes à celle du massif du Néouvielle et date du Carbonifère, les roches sédimentaires sont des calcaires, schistes et grès datant du Namurien. Des moraines datant de la fin de la dernière glaciation sont présentes.

## Activités humaines

### Économie

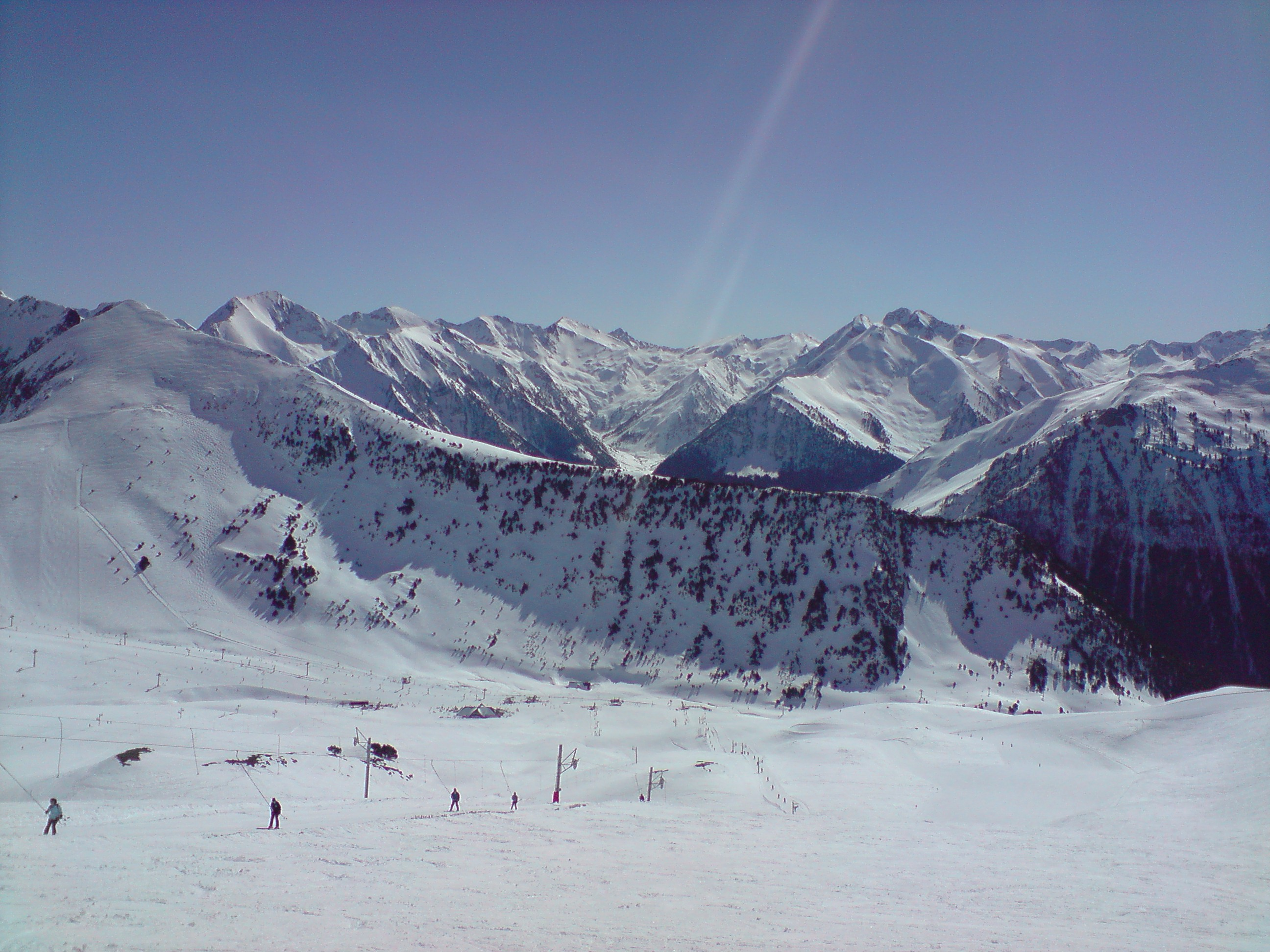
Domaine skiable de Saint-Lary- Soulan.

- Stations de ski de Saint-Lary-Soulan et de Payolle-Campan.